# 바오 (영화)
《바오》(Bao)는 미국에서 제작된 도미 시 감독의 2018년 애니메이션 영화이다. 픽사 애니메이션 스튜디오가 제작하였다. 2018년 7월 15일 인크레더블 2과 함께 개봉하였다. 이 영화는 공소증후군을 앓는 외롭고 나이든 중국계 캐나다인 어머니가 바오쯔를 만들 때 우연한 모성을 느끼는 장면이 묘사된다. 제91회 아카데미상에서 아카데미 단편 애니메이션 작품상을 받았다.

## 줄거리
캐나다 온타리오주 토론토에서 중국계 캐나다인 여성이 남편과 자신을 위해 바오쯔 식사를 요리한다. 그녀의 만두 중 하나가 살아 움직여 그녀를 충격에 빠뜨린다. 그녀는 그 찐빵을 아이처럼 키우고 먹이며 돌보는데, 아이는 그녀와 함께하는 시간을 즐긴다. 결국 만두는 다른 아이들과 놀고 싶어하지만, 지나치게 과보호하는 엄마는 만두가 화를 내는 것에도 불구하고 허락하지 않는다. 만두가 자라면서 점점 더 많은 독립을 원하게 되고, 이는 둘 사이에 점차적으로 서로를 소원하게 만드는 긴장감을 조성한다. 만두가 떠나려고 하는 새로운 약혼녀를 엄마에게 소개하자, 엄마는 반대한다. 그녀는 찐빵이 떠나는 것을 막으려 하고, 절박한 마음에 만두를 먹어버린 후 자신이 한 일에 대해 울음을 터뜨린다.
나중에, 엄마가 침대에 누워 있는데, 그녀의 진짜 아들이 방으로 들어와 이 모든 시퀀스가 알레고리적 꿈이었음을 드러낸다. 아버지는 아들에게 엄마에게 말을 걸라고 재촉하지만, 엄마는 아들을 뿌리친다. 아들과 엄마가 침대 가장자리에 앉아 있을 때, 아들은 한때 버스에서 거절했던 똑같은 간식을 엄마에게 건네고, 둘은 감격적인 순간을 함께 나눈다. 나중에 화해한 후, 아들과 그의 약혼녀는 엄마와 함께 만두를 만들고, 아버지는 이를 흐뭇하게 지켜본다.